# Шахтјорск
Шахтјорск (рус. Шахтерск) град је у Русији у Сахалинској области.

## Становништво
| 1959.  | 1970.  | 1979.  | 1989.  | 2002.  | 2010. |
| ------ | ------ | ------ | ------ | ------ | ----- |
| 12.069 | 11.476 | 11.453 | 12.945 | 10.643 | 8.382 |